# Ősvilági kaland
Az Ősvilági kaland (eredeti angol címén Prehistoric Park) dokumentum stílusú, ám fiktív történetre épülő hatrészes ismeretterjesztő filmsorozat. 
Az ITV 2006. július 22-én, az Animal Planet 2006. október 29-én mutatott be. A részek reklámokkal együtt egyenként egyórásak.

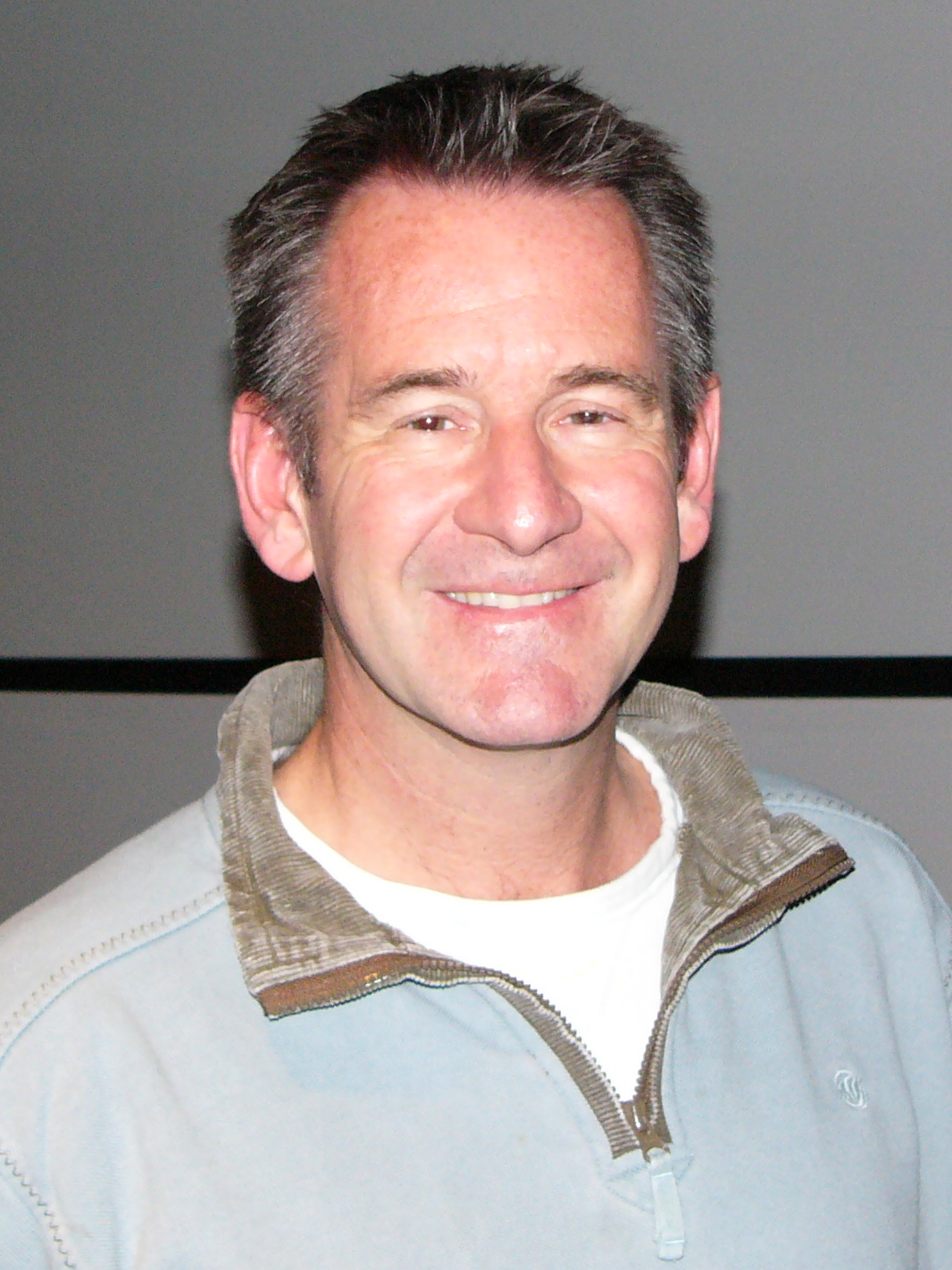
Nigel Marven.

A sorozat narrátora David Jason, főszereplője Nigel Marven ornitológus. A fiktív elem, hogy Nigel különböző földtörténeti korokba utazik vissza egy időkapu segítségével és onnan kihalt állatokat hoz vissza a jelenbe egy nagy trópusi vadasparkba, amelynek neve Prehistoric Park („Történelem előtti Park”). A folyót, tavakat, réteket, erdőket és hegyoldalakat egyaránt magába foglaló park meredek hegyek és az óceán közt helyezkedik el.
A sorozat Daniel Pemberton szerezte zenéje 2007 augusztusában jelent meg az iTunes-on.
A magyar változatot a Spektrum TV sugározta.

## Az állatok
- Triceratops (fiatal hím, Theónak nevezik el)
- Ornithomimus (legalább 13, hímek nőstények, és később 8 utód)
- Tyrannosaurus (fivér és nővér: Terence és Matilda)
- Gyapjas mamut (tehén, a neve Martha)
- Elasmotherium (hím)
- Microraptor (négyen, hímek és legalább egy nőstény)
- közelebbről meg nem határozott titanosaurusok (kilencen, hímek és nőstények)
- Phorusrhacos ("gyilokmadár" néven) (kakas)
- Smilodon (hím és nőstény)
- Meganeura (hím)
- Pulmonoscorpius (egy egyed, a neme nem ismert)
- Arthropleura (hím)
- Deinosuchus (nőstény)
- Troodon (hím)

A parkban számos nem kihalt állat is él. Ezek:
- Afrikai elefántok (tízen, tehenek és egy bikaborjú)
- Gepárd (egy hím)
- Nílusi krokodilok (több, mint hét, hímek és nőstények)

Nigelnek a bázison több házikedvence is van, köztük több sárga-kék ara, egy nyugati disznóorrú sikló, egy görög teknős és két Jackson-kaméleon.
A sorozatban szereplő egyéb, a parkban nem élő állatok:
- Parasaurolophus
- Mei long
- Nyctosaurus
- Incisivosaurus
- Albertosaurus
- Crassigyrinus
- Toxodon
- barlangi medve
- barlangi hiéna
- egyéb, meghatározatlan nemű Pterosaurusok

## Szereplők
- Nigel Marven (alakítója Nigel Marven) – A filmben az ő dolga az időutazás és az ősállatok begyűjtése. Alakítója általában maga Marven, kivéve amikor Jamie Campbell, a fizikai effektusok felelőse helyettesíti dublőrként.[1]
- Bob (Rod Arthur) – a park gondnoka.
- Susanne (Suzanne McNabb) – a főállatorvos.
- Saba Douglas-Hamilton (Saba Douglas-Hamilton) – nagymacskaszakértő, akit Nigel meghív a 4. epizód Smilodonvadászatára.
- Bill – az időutazó csapat tagja, aki az 5. részben jelenik meg először.
- Jim – Nigel időutazó társa, aki szintén az 5. részben jelenik meg.
- Ben – Nigel csapatának tagja, akit a hátizsákjában lévő húsért megtámad a négy Mei long. A 3. részben jelenik meg először.

A filmen számos más szereplő is megjelenik, de a nevüket nem halljuk. Az egyik leggyakoribban feltűnő ilyen mellékszereplő Susanne szőke asszisztense, akit először a 2. részben látunk.

## Külső hivatkozások
- Prehistoric Park Archiválva 2008. szeptember 26-i dátummal a Wayback Machine-ben at itv.com/citv (including episode guide and images)
- Animal Planet – Prehistoric Park
- Impossible Pictures minisite
- A Prehistoric Park RPG at Jurassic Park Legacy
- Nigel Marven's production photos
- Ősvilági kaland az Internet Movie Database oldalon (angolul)

## Fordítás
- Ez a szócikk részben vagy egészben  a   Prehistoric Park című angol Wikipédia-szócikk ezen változatának fordításán alapul.  Az eredeti cikk szerkesztőit annak laptörténete sorolja fel. Ez a jelzés csupán a megfogalmazás eredetét és a szerzői jogokat jelzi, nem szolgál a cikkben szereplő információk forrásmegjelöléseként.